# Komjáthy János
Komjáthy János (Pázmánd, 1865. március 15. – Kistarcsa, 1949. szeptember 11.) színész, színigazgató.

## Életútja
1884 áprilisában kezdte színészi pályafutását Mándoky Béla társulatában. 1886-ban Bács Károlynál, 1889 és 1891 között Krecsányi Ignácnál játszott, ahol hősszerelmeseket alakított és drámai színészként működött. Sikeres igazgató volt Győrött, Debrecenben, Kassán és Brassóban is. Krecsányi után 1913. október 23-án ő lett a buda–temesvári színház társulatának igazgatója 1915 júniusi lemondásáig. 1917. április 1-jén megbízást kapott, hogy az Első Magyar Frontszínház élére álljon. 1919. szeptember 24. és 1921 júliusa között a Várszínház igazgatója volt. 1926-ban letelepedett Kistarcsán. 1933–34-ben tagja volt az Új Színpadnak. Az Országos Színészegyesület tanácsosaként is dolgozott. Szigorú színigazgató hírében állt.
1893 virágvasárnapján házasságot kötött Závodszky Teréz színésznővel.

## Fontosabb szerepei
- Hamlet (Shakespeare)
- Othello (Shakespeare)
- Ocskay brigadéros (Herczeg Ferenc)